# Otto Urban
Otto Urban (Berlijn, 25 maart 1877 - aldaar, 31 maart 1947) was een Duits syndicalist en politicus voor de SPD .

## Levensloop
Hij was de eerste voorzitter van de FIET, een functie die hij uitoefende tot 1933. Hij werd in deze hoedanigheid opgevolgd door Joseph Hallsworth.